# Areosa
Areosa is een plaats (freguesia) in de Portugese gemeente Viana do Castelo en telt 4485 inwoners (2001).